# Kaiser-Wilhelm-Denkmal (Görlitz)

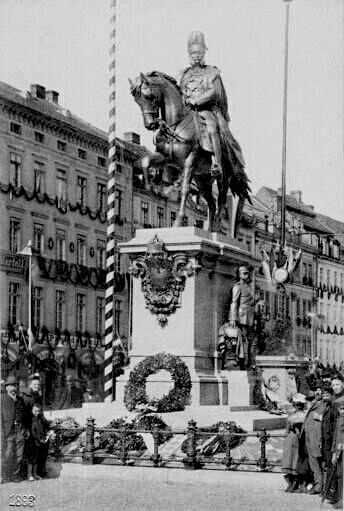
Einweihung des Reiterstandbilds Wilhelms I.

Das Kaiser-Wilhelm-Denkmal auf dem Obermarkt in Görlitz war ein Reiterstandbild für Kaiser Wilhelm I.

## Geschichte

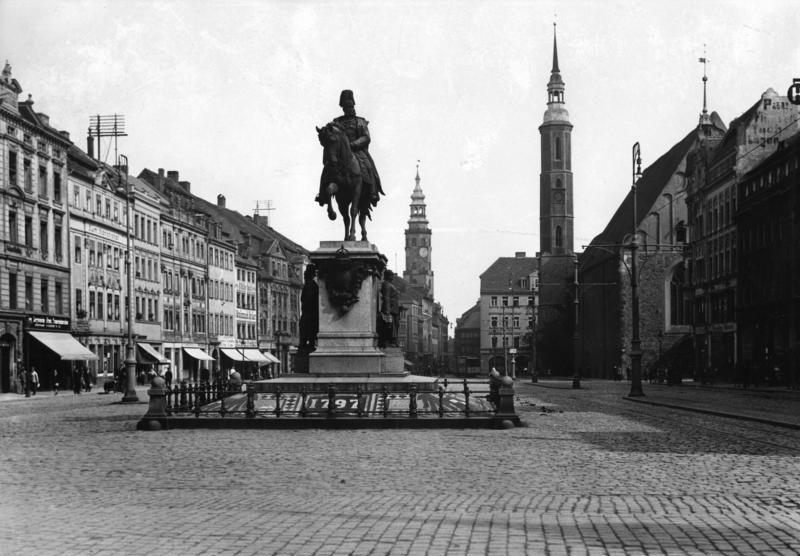
Obermarkt mit dem Reiterstandbild Kaiser Wilhelms I. um 1930

Das Denkmal wurde von dem Berliner Bildhauer Johannes Pfuhl geschaffen und am 18. Mai 1893 in Anwesenheit Kaiser Wilhelms II. enthüllt. Zu beiden Seiten des Reiterstandbilds standen die Figuren Otto von Bismarcks und Helmuth von Moltkes. Die Ostseite trug am Sockel das Wappen der Oberlausitz und das der Stadt Görlitz mit der Inschrift:

„Dem Einiger Deutschlands die getreue und dankbare Oberlausitz. 1893.“

Am 11. Mai 1939 wurde das Denkmal vom Obermarkt auf den Wilhelmsplatz versetzt. Während des Zweiten Weltkriegs wurde das bronzene Reiterstandbild 1942, wie viele andere auch, im Rahmen der Aktion „Metallspende des deutschen Volkes“ für Kriegszwecke eingeschmolzen.